# Hilda Strike
Hilda Gwendolyn Strike, później Sisson (ur. 1 września 1910 w Montrealu, zm. 9 marca 1989 w Ottawie) – kanadyjska lekkoatletka specjalizująca się w biegach sprinterskich, dwukrotna srebrna medalistka igrzysk olimpijskich w Los Angeles w 1932 r., w biegu na 100 metrów oraz w sztafecie 4 × 100 metrów.

## Finały olimpijskie
- 1932 – Los Angeles, bieg na 100 m – srebrny medal
- 1932 – Los Angeles, sztafeta 4 x 100 m – srebrny medal

## Inne osiągnięcia
- 1932 – tytuł "Najlepszej Lekkoatletki Kanady" (ang. Canada’s Top Female Athlete)
- 1934 – Londyn, igrzyska Imperium Brytyjskiego – dwa srebrne medale, w biegu na 100 jardów oraz w sztafecie na 440 jardów (110-220-110)

## Rekordy życiowe
- bieg na 100 metrów – 11,9 – 1932